# Evelyn Ashford
Evelyn Ashford (Shreveport, 15 april 1957) is een voormalige Amerikaanse atlete. Ze is viervoudig olympisch kampioene, veelvoudig Amerikaans kampioene en nam viermaal deel aan de Olympische Spelen. Op de 100 m verbeterde ze tweemaal het wereldrecord.

## Biografie

### Olympisch debuut op negentienjarige leeftijd
Op negentienjarige leeftijd maakte Ashford haar olympisch debuut op de Olympische Spelen van 1976 in Montreal. Ze behaalde op de 100 m gelijk de finale en werd vijfde in 11,24 s. Vier jaar later kon ze niet deelnemen wegens de boycot van de Olympische Spelen van Moskou.
Evelyn Ashford liep op 3 juli 1983 in Colorado Springs een wereldrecord op de 100 m van 10,79. Hierdoor was ze de grote favoriete op de eerste wereldkampioenschappen van 1983 in Helsinki. In de finale moest ze echter opgeven, nadat ze haar hamstrings verrekte. De finale werd gewonnen door de Oost-Duitse Marlies Göhr, die ze in de halve finale nog had verslagen.

### Tweemaal olympisch goud
Haar kansen op olympisch goud in 1984 waren groot, aangezien Oost-Duitsland de Spelen van Los Angeles boycotte. Vlak voor de Spelen raakte Ashford echter geblesseerd, waardoor ze zich terugtrok op de 200 m. Ze kwam wel uit op de 100 m, waarop ze olympisch kampioene werd in een olympisch record van 10,97. Als slotloopster van het Amerikaanse team op de 4 x 100 m estafette behaalde ze een tweede gouden medaille. Het Amerikaanse team won in een van de snelste tijden van de geschiedenis en met meer dan een seconde voorsprong op de nummer twee. Later dat seizoen versloeg ze haar rivale Marlies Göhr op de Weltklasse-meeting Zürich. Bij deze wedstrijd eindigde ze meer dan een halve meter voor Göhr en verbeterde het wereldrecord opnieuw naar 10,76, een record dat pas in 1988 van de tabellen werd geveegd door Florence Griffith-Joyner.

### Nieuwe Olympische titels
Op de Olympische Spelen van 1988 in Seoel droeg Evelyn Ashford de Amerikaanse vlag tijdens de openingsceremonie. Ze won een zilveren medaille op de 100 m achter Florence Griffith Joyner, die eerder al het wereldrecord van haar had verbroken tijdens de olympische Trials. Samen met Alice Brown, Sheila Echols en Florence Griffith-Joyner liep Ashford als slotloopster naar een nieuwe olympische titel op de 4 x 100 meter. In 1992, op de Olympische Spelen in Barcelona, werd Ashford voor de derde keer olympisch kampioene op de 4 x 100 meter, ditmaal samen met Esther Jones, Carlette Guidry en Gwen Torrence. Individueel werd Ashford uitgeschakeld in de halve finales van de 100 meter.

### Meer dan 30 keer onder de elf seconden
Ashford wordt beschouwd als een van de grootste sprintsters. Ze liep meer dan 30 keer onder de elf seconden op de 100 m. Sinds 1982 heeft zij ook het inofficiële wereldrecord op de 55 m indoorsprint in handen. Bijzonder aan haar sportcarrière is, dat ze tweemaal na een blessure (1983, 1987) het jaar erop de beste sprintster ter wereld was. Ook na de geboorte van haar dochter Raina Ashley Washington op 30 mei 1985 (Evelyn Ashford is getrouwd met basketballer Ray Washington) werd ze in het jaar erop slechts eenmaal verslagen, op de 100 m en de 200 m door Valerie Brisco bij de Grand Prix Finale.
In 1997 werd Ashford opgenomen in de USA Track & Field Hall of Fame. Ze volgde onderwijs aan de University of California, Los Angeles High School en de Roseville High School.

## Titels
- Olympisch kampioene 100 m - 1984
- Olympisch kampioene 4 x 100 m - 1984, 1988, 1992
- Amerikaans kampioene 100 m - 1977, 1979, 1981, 1982, 1983
- Amerikaans kampioene 200 m - 1977, 1978, 1979, 1981, 1983
- Amerikaans indoorkampioene 55 m - 1988
- Amerikaans indoorkampioene 60 yd - 1979, 1980, 1981, 1982, 1983

## Wereldrecords
| Tijd  | Datum            | plaats           |
| ----- | ---------------- | ---------------- |
| 10,79 | 3 juli 1983      | Colorado Springs |
| 10,76 | 22 augustus 1984 | Zürich           |

## Persoonlijke records
Outdoor
| Onderdeel | Prestatie                 | Datum            | Plaats       |
| --------- | ------------------------- | ---------------- | ------------ |
| 100 m     | 10,76 s (+1,7 m/s)(ex-WR) | 22 augustus 1984 | Zürich       |
| 200 m     | 21,83 s (-0,2 m/s)        | 24 augustus 1979 | Montreal     |
| 400 m     | 51,57 s                   | 30 juni 1979     | Philadelphia |

Indoor
| Onderdeel | Prestatie | Datum            | Plaats   |
| --------- | --------- | ---------------- | -------- |
| 50 m      | 6,16 s    | 15 januari 1983  | Rosemont |
| 55 m      | 6,65 s    | 25 februari 1983 | New York |
| 60 m      | 7,15 s    | 12 februari 1990 | Osaka    |
| 200 m     | 23,30 s   | 13 maart 1988    | Oviedo   |

## Palmares

### 55 m
- 1988:  Amerikaanse indoorkamp. - 6,66 s

### 60 yd
- 1979:  Amerikaanse indoorkamp. - 6,71 s
- 1980:  Amerikaanse indoorkamp. - 6,76 s
- 1981:  Amerikaanse indoorkamp. - 6,63 s
- 1982:  Amerikaanse indoorkamp. - 6,54 s
- 1983:  Amerikaanse indoorkamp. - 6,58 s

### 100 m
- 1976: 5e OS - 11,24 s
- 1977:  Amerikaanse kamp. - 11,14 s (+ RW)
- 1979:  Pan-Amerikaanse Spelen - 11,07 s
- 1979:  Amerikaanse kamp. - 11,01 s (+ RW)
- 1979:  Wereldbeker - 11,06 s
- 1981:  Amerikaanse kamp. - 11,07 s
- 1981:  Wereldbeker - 11,02 s
- 1982:  Amerikaanse kamp. - 10,96 s
- 1983:  Amerikaanse kamp. - 11,24 s
- 1983: DNF WK
- 1984:  OS - 10,97 s (OR)
- 1986:  Goodwill Games - 10,91 s
- 1988:  OS - 10,83 s
- 1991: 5e WK - 11,30 s
- 1991:  Grand Prix Finale - 11,18 s
- 1992: 5e in ½ fin. OS - 11,41 s

### 200 m
- 1977:  Amerikaanse kamp. - 22,62 s
- 1978:  Amerikaanse kamp. - 22,66 s
- 1979:  Pan-Amerikaanse Spelen - 22,24 s
- 1979:  Amerikaanse kamp. - 22,07 s (+ RW)
- 1979:  Wereldbeker - 21,83 s
- 1981:  Amerikaanse kamp. - 22,30 s
- 1981:  Wereldbeker - 22,18 s
- 1983:  Amerikaanse kamp. - 21,88 s
- 1986:  Grand Prix Finale - 22,31 s

### 4 x 100 m
- 1976: 7e OS - 43,35 s
- 1984:  OS - 41,65 s
- 1988:  OS - 41,98 s
- 1992:  OS - 42,11 s

1928: Betty Robinson ·
1932: Stanisława Walasiewicz ·
1936: Helen Stephens ·
1948: Fanny Blankers-Koen ·
1952: Marjorie Jackson ·
1956: Betty Cuthbert ·
1960: Wilma Rudolph ·
1964: Wyomia Tyus ·
1968: Wyomia Tyus ·
1972: Renate Stecher ·
1976: Annegret Richter ·
1980: Ljoedmila Kondratjeva ·
1984: Evelyn Ashford ·
1988: Florence Griffith-Joyner ·
1992: Gail Devers ·
1996: Gail Devers ·
2000: onbepaald ·
2004: Joelija Nestsjarenka ·
2008: Shelly-Ann Fraser-Pryce ·
2012: Shelly-Ann Fraser-Pryce ·
2016: Elaine Thompson ·
2020: Elaine Thompson-Herah ·
2024: Julien Alfred
1928: Rosenfeld, Smith, Bell, Cook ·
1932: Carew, Furtsch, Rogers, Von Bremen ·
1936: Bland, Rogers, Robinson, Stephens ·
1948: Stad-de Jong, Witziers-Timmer, van der Kade-Koudijs, Blankers-Koen ·
1952: Faggs, Jones, Moreau, Hardy ·
1956: Strickland, Croker, Mellor, Cuthbert ·
1960: Hudson, Williams, Jones, Rudolph ·
1964: Ciepły, Kirszenstein, Górecka, Kłobukowska ·
1968: Ferrell, Bailes, Netter, Tyus ·
1972: Krause, Mickler-Becker, Richter, Rosendahl ·
1976: Oelsner, Stecher, Bodendorf, Eckert ·
1980: Müller, Wöckel, Auerswald, Göhr ·
1984: Brown, Bolden, Cheeseborough, Ashford ·
1988: Brown, Echols, Griffith-Joyner, Ashford ·
1992: Ashford, Jones, Guidry, Torrence ·
1996: Devers, Miller, Gaines, Torrence ·
2000: Fynes, Sturrup, Davis, Ferguson ·
2004: Lawrence, Simpson, Bailey, Campbell ·
2008: Borlée, Mariën, Ouédraogo, Gevaert ·
2012: Madison, Felix, Knight, Jeter ·
2016: Madison, Felix, Gardner, Bowie ·
2020: Williams, Thompson-Herah, Fraser-Pryce, Jackson ·
2024: Jefferson, Terry, Thomas, Richardson
- World Athletics: 14350950
- Library of Congress Control Number: n90645738
- Virtual International Authority File: 68087634
- WorldCat: E39PBJwmXQwKC8GkF7X3F3FkDq